# المنتدى العربي للبيئة والتنمية
تأسس المنتدى العربي للبيئة والتنمية (بالإنجليزية: Arab Forum for Environment and Development)‏ في العام 2006 كمنظمة غير حكومية إقليمية لا تتوخى الربح، تجمع الخبراء والأكاديميين مع هيئات المجتمع الأهلي ومجتمع الأعمال ومؤسسات الاعلام والإعلان، لتشجيع سياسات وبرامج بيئية متطورة عبر العالم العربي.
الدكتور نجيب صعب يشغل منصب الأمين عام

## التأسيس
لقد تم إطلاق المنتدى العربي للبيئة والتنمية رسمياً في 17 حزيران (يونيو) 2006 في بيروت، في ختام مؤتمر «الرأي العام العربي والبيئة» الذي نظمته مجلة البيئة والتنمية.

## وصلات خارجية
- موقع المنتدى الرسمي باللغة العربية باللغة الإنجليزية